# غسان الجباعي
غسان الجباعي (1952 - 7 أغسطس 2022)، هو مخرج مسرحي، وكاتب درامي سوري. عمل مدرسًا في المعهد العالي للفنون المسرحية، وله عدة أعمال، ومؤلفات منها روايته الأخيرة «قمل العانة» 2020 و«قهوة الجنرال» الحائزة «جائزة المزرعة» للعام 2015.

## سيرة
ولد الجباعي في قطنا في العام 1952، درس في النبك وحمص والسويداء وجامعة اللاذقية، وهو متخصص بالأدب العربي.
اشتغل في المسرح ممثلاً ومخرجًا، ثم مدرسًا في المعهد العالي للفنون المسرحية في دمشق لمادتي التمثيل ومبادئ الإخراج والمختبر المسرحي.
درَس في المعهد العالي للفنون المسرحية معهد كاربينكا كاري الحكومي في مدينة كييف من العام 1975 ولغاية العام 1981م وحصل في العام 1981م على شهادة ماجيستير في الإخراج المسرحي.

## اعتقاله
اعتقل الجباعي في نهاية العام 1982م ولغاية 1991م بتهمة الانتماء لحزب البعث الديمقراطي. وقد منع من التدريس في المعهد العالي للفنون المسرحية أكثر من مرة، ومنع من ممارسة عمله كمخرج. ومنع من السفر. ولم يتم تصوير أو أرشفة أي عمل مسرحي له من قبل التلفزيون العربي السوري.

## أعماله
أخرج الجباعي مسرحيًّا للمسرح الوطني الفلسطيني: مسرحية «الشقيقة»، وللمسرح القومي: «جزيرة الماعز»، وأخلاق جديدة، وسلالم التي منع عرضها، ومسرحية «السهروردي» لصالح مهرجان حلب عاصمة الثقافة الإسلامية 2007، وقد منع عرضها أيضًا. كذلك شارك في تمثيل عدد من الأفلام السينمائية. منها:
- شيء ما يحترق
- الكومبارس
- اللجاة
- الترحال
- فوق الرمل تحت الشمس "وثائقي"
- هؤلاء الآخرون "وثائقي"
- وفيلم وثائقي آخر، عن تجربة السجن" منع عرضها كلها.[11][12]

كذلك كتب الجباعي أعمالاً قصصية وروائية ومسرحية منها:
- أصابع الموز "قصص"[14]
- جنراليوس "مسرحية"
- الشقيقة "مسرحية"
- بودي الحارس "مسرحية"
- الوحل "قصص"[15]
- رغوة الكلام "شعر"
- قهوة الجنرال [16][17]
- المطخ [18]
- الثقافة والاستبداد.[19]
- المسرح في حضرة العتمة[20]
- قمل العانة "رواية" - دار شامة - تونس

له عدة أعمال درامية مثل:
- مسلسل تل الرماد[21]
- مسلسل قرن الماعز
- سهرة تلفزيونية "طيارة من ورق"
- مسلسل عمر الخيام[22]
- مسلسل بقايا صور
- مسلسل رمح النار.